# Nicke Andersson
Anders Niklas Andersson (Stockholm, Švedska, 1. kolovoza 1972.), također poznatiji kao Nicke Andersson i Nick Royale švedski je glazbenik najpoznatiji kao pjevač i gitarist rock-sastava The Hellacopters i bubnjar death metal-skupine Entombed. Također je kratko bio bubnjar sastava Tiamat 1989. Osim The Hellacoptersa, Andersson trenutno svira i piše pjesme za soul-sastav The Solution, death metal-skupine Death Breath, hard rock-grupe Lucifer i rock-sastav Imperial State Electric.
Andersson je sudjelovao u više od stotinu različitih službenih izdanja s različitim sastavima, radio je kao producent, kao i stvarao umjetnička djela za većinu sastava s kojima je surađivao.

## Životopis
Andersson je rođen 1. kolovoza 1972. u Stockholmu, Švedska. Anderssonovo zanimanje za glazbu započelo je tijekom rane faze njegovog života. Njegov omiljeni sastav bio je Kiss. Također je bio obožavatelj sastava kao što su Ramones i Sex Pistols. Andersson je počeo sviranti bubnjeve i gitare u rock-sastavima i metal-sastavima kao što su Brain Dead Bodies, The Breaking, Belsen Barnen, Parodi, Maximal Skandal, Sons of Satan, Blasphemy i ostale skupine.

### Entombed
Andersson je bio jedan od osnivača sastava Nihilist (izvorno ime sastava Entombed). Kad se Nihilist raspao 1989., uz iste glazbenicima osnovao je sastav Entombed gdje je svirao bubnjeve, ali također i bas-gitare, gitare te je pjevao. Entombed je bio poznatiji kao death metal-sastav i prva dva studijski albuma, Left Hand Path i Clandestine su klasični albumi švedskog death metala, iako s trećim albumom, Wolverine Blues počeli su inkorporirati elemente hard rocka i heavy metala. Album je smatran kao death 'n' roll izdanje. Napustio je Entombed 1997. fokusirajući se na novu grupu. Entombedu se ponovno pridružio 2016.

### The Hellacopters
Krajem 1994. Andersson je osnovao sastav The Hellacopters s Dregenom, Kennyjem Håkanssonom i Robertom Erikssonom. U siječnju 1995. objavili su prvi singl Killing Allan. Prvi studijski album Supershitty to the Max! objavljen je 1996. Sastav se raspao nakon objavljivanja sedmog albuma Head off 2008., no ponovno je formiran 2016.

### Ostali projekti
Godine 2005. Andersson je osnovao sastav Death Breath. Sastav svira glazbu nadahnutu sastavima kao što su Venom, Autopsy i Celtic Frost. Godine 2006. objavljen je album Stinking Up the Night, a 2007. Let It Stink.
Nakon raspada sastava The Hellacopters, osnovao je Cold Ethyl s Thomasom Erikssonom. Godine 2017. Andersson se pridružio sastavu Lucifer kao novi bubnjar. 
Andersson također radi kao glazbeni producent i gostujući glazbenik.

## Diskografija
Entombed
- But Life Goes On (1989.)
- Left Hand Path (1990.)
- Crawl (1991.)
- Clandestine (1991.)
- Stranger Aeons (1992.)
- Hollowman (1993.)
- Wolverine Blues (1993.)
- DCLXVI: To Ride Shoot Straight and Speak the Truth (1997.)
- Entombed (1997.)
- Wreckage (1997.)

Death Breath
- Stinking Up the Night (2006.)

Lucifer
- Lucifer II (2018.)
- Lucifer III (2020.)
- Lucifer IV (2021.)

Nihilist
- Premature Autopsy (1988.)
- Only Shreds Remain (1989.)
- Drowned (1989.)
- Nihilist (1987–1989) (2005.)

The Hellacopters
- Supershitty to the Max! (1996.)
- Payin' the Dues (1997.)
- Grande Rock (1999.)
- High Visibility (2000.)
- By the Grace of God (2002.)
- Rock & Roll Is Dead (2005.)
- Head off (2008.)
- Eyes of Oblivion (2022.)

Daemon
- Seven Deadly Sins (1996.)

Dismember
- Like an Everflowing Stream (1991.)